# Alfredo Lois

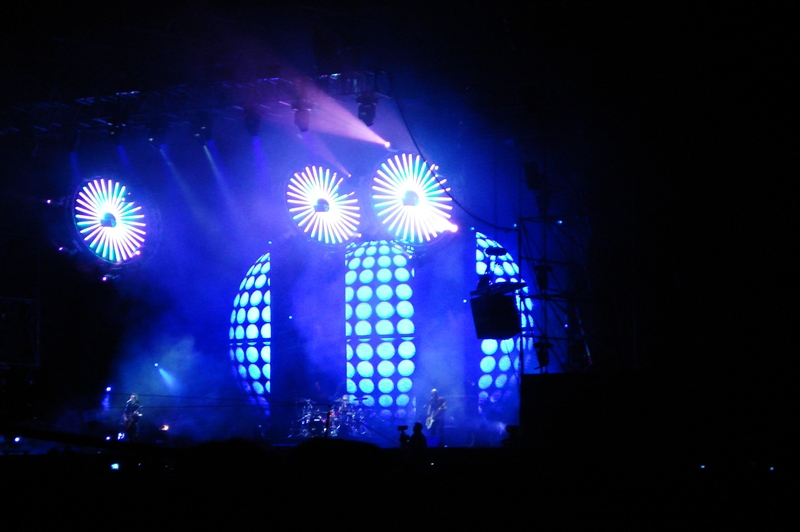
Alfredo Lois fue el responsable de la imagen de Soda Stereo, por lo que fue considerado como «el cuarto Soda». El famoso logo de la banda del que salen rayos, es de su autoría directa. (Recital de Soda Stereo en Santiago de Chile, 2007).

Alfredo Lois (19 de diciembre de 1959 - 27 de febrero de 1998) fue un director de cine y presentaciones visuales argentino conocido por la realización de los videos de la banda de rock Soda Stereo. Fue un pionero en la realización de video clips en América Latina. Sus videos «Cuando pase el temblor» (1986) y «En la ciudad de la furia» (1989) recibieron importantes distinciones internacionales. Por su influencia sobre el estilo visual de la banda ha sido reconocido como el cuarto Soda. Falleció a fines de la década de 1990.

## Biografía
A comienzos de la década de 1980, Alfredo Lois estudiaba la carrera de Publicidad en la Universidad del Salvador de Buenos Aires. Allí conoció como compañeros de estudios a Gustavo Cerati y Zeta Bosio, futuros promotores de la conocida banda Soda Stereo, a la que acompañó desde sus orígenes, en todo lo relacionado con su estética, presentaciones escénicas y videos. 
En 1982 formó junto con Gustavo Cerati, Zeta Bosio y Ernesto Savaglio la agencia de publicidad "Hergus & Herlois".
Fue en el cumpleaños de Alfredo Lois, el 19 de diciembre de 1982, que Soda Stereo tocó por primera vez.
Alfredo Lois ha sido reconocido por muchos, incluido Gustavo Cerati, como el cuarto Soda, debido a que fue él el creador de muchas de las iniciativas de Soda Stereo en materia de presentaciones visuales, desde la vestimenta, los escenarios, los peinados, las tapas de los álbumes y, sobre todo los videos, que influyeron decisivamente en el éxito de la banda, y en todo un estilo de hacer rock masivo que se impuso continentalmente.
Al margen de las presentaciones visuales y videos de Soda Stereo, Alfredo Lois realizó otros trabajos como la Video-clínica de Guitarra de Marcelo Roascio, los videos Ska del novio, No te calles y Te Sigo del grupo Los Calzones Rotos.
Falleció de cáncer el 27 de febrero de 1998.

## Videografía
- "Dietético" (1984), Soda Stereo.
- "Soda Stereo en el Astros" (1985), Soda Stereo.
- "Soda Stereo en el Estadio Obras Sanitarias" (1986), Soda Stereo.
- "Cuando pase el temblor" (1986), Soda Stereo, Video finalista del 12 World Festival of Video and TV/Acapulco.
- "Signos en Perú" (1987), Soda Stereo.
- "Ruido blanco" (1987), Soda Stereo.
- "En la ciudad de la furia" (1989), Soda Stereo, Video finalista del MTV Video Music Awards 1990 por "Mejor Video Extranjero".
- "De música ligera/Canción animal/Un millón de años luz".
- "De música ligera" (1990), Soda Stereo.
- "Ska del novio" (1992), Los Calzones Rotos.
- "No te calles" (1995), Los Calzones Rotos.
- "Te sigo" (1997), Los Calzones Rotos.
- "Una parte de la euforia" (Documental), Soda Stereo (edit. 2004).
- "El último concierto" (1997), Soda Stereo (edit. 2005).